# 蘇勒河 (阿勒河支流)
47°24′22″N 8°03′58″E / 47.40599°N 8.06611°E

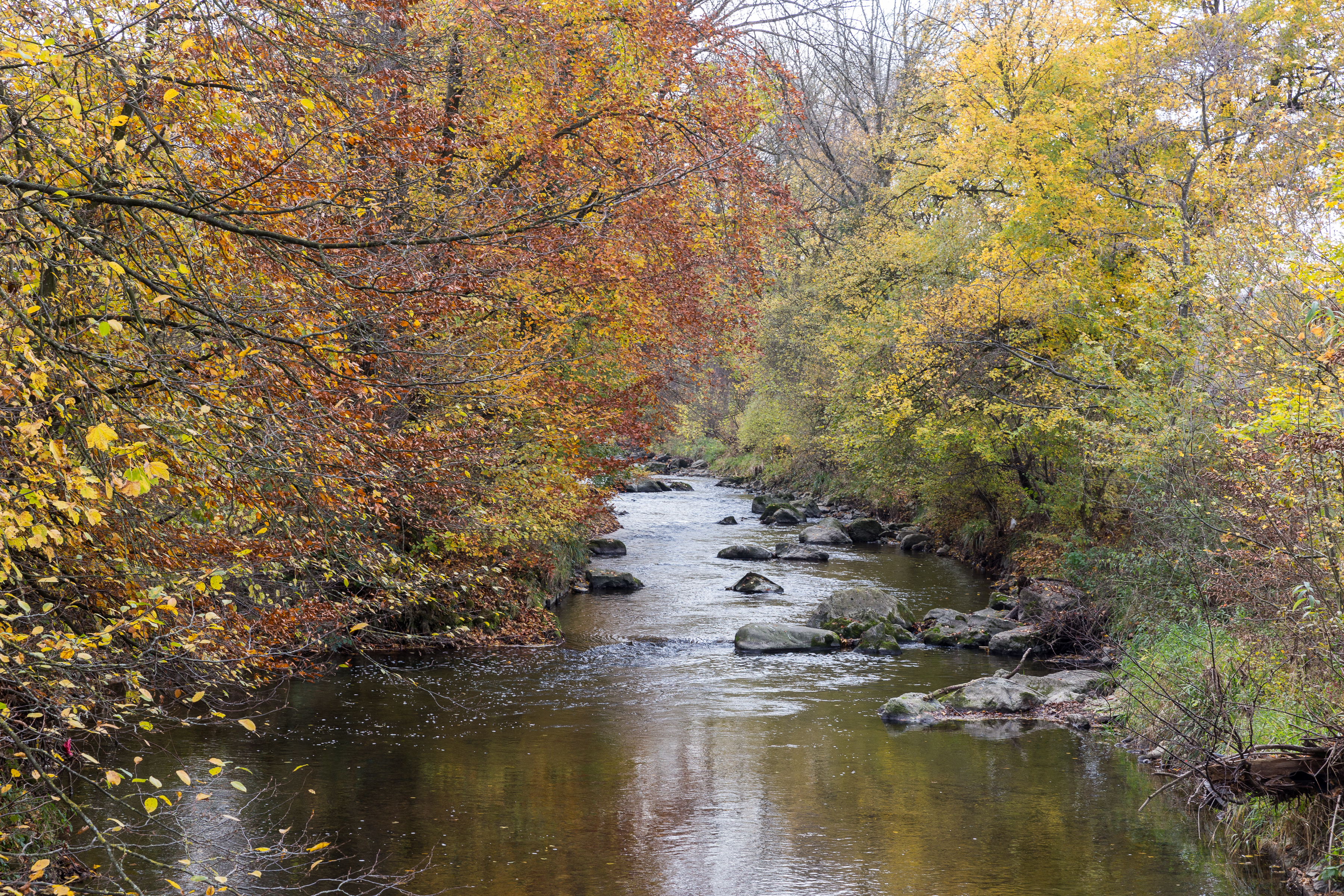

蘇勒河是瑞士的河流，位於該國中部，流經盧塞恩州和阿爾高州，屬於阿勒河的支流，河道全長34公里，流域面積368.3平方公里，發源自上基爾希附近，河口處在阿勞以東。